# Guerra sin sangre
Una guerra sin sangre es generalmente un conflicto, crisis o disputa militar pequeña entre grupos rivales que es resuelta sin heridos o muertos, aunque la amenaza de violencia parece muy probable en el momento. Daños intencionales a la propiedad todavía pueden ocurrir. Típicamente, estos eventos son registrados históricamente como guerras incluso cuando el término generalmente implica violencia. Por lo tanto, la definición "guerra sin sangre" puede considerarse como un oxímoron. A pesar de esto, ha habido muchos conflictos históricos que han sido definidos como tal.

## Lista

### Guerras sin sangre
- Guerra de Aroostook
- Guerra del Cerdo (con la excepción de un cerdo)
- Guerra del fletán
- Guerra de Miel
- Guerra de los Trescientos Treinta y Cinco Años
- Incidente del islote Snipe
- Incidente de la isla de Perejil
- Guerra del Whisky

### Guerras catalogadas erróneamente
En ocasiones, ciertos historiadores se han referido a los siguientes conflictos como "guerras sin sangre", cuando realmente no lo son.
- Guerra Fría, número indeterminado de muertos (cientos de miles)
- Anexión de Crimea y Sebastopol a Rusia en 2014, al menos un soldado ruso y dos ucranianos muertos.
- Intervención militar en Gambia de 2017, al menos cuatro soldados de la CEDEAO muertos.
- Guerras del Bacalao, una muerte.
- Invasión Británica a Islandia, una muerte (suicidio).